# Малу-Маре (комуна)
Малу-Маре (рум. Malu Mare) — комуна у повіті Долж в Румунії. До складу комуни входять такі села (дані про населення за 2002 рік):
- Малу-Маре (2053 особи)
- Пряжба (1070 осіб)

Комуна розташована на відстані 179 км на захід від Бухареста, 9 км на південь від Крайови.

## Населення
За даними перепису населення 2002 року у комуні проживали 5065 осіб.
Національний склад населення комуни:
| Національність | Кількість осіб | Відсоток |
| -------------- | -------------- | -------- |
| румуни         | 5018           | 99,1%    |
| цигани         | 46             | 0,9%     |
| угорці         | 1              | < 0,1%   |

Рідною мовою назвали:
| Мова      | Кількість осіб | Відсоток |
| --------- | -------------- | -------- |
| румунська | 5032           | 99,3%    |
| циганська | 33             | 0,7%     |

Склад населення комуни за віросповіданням:
| Релігія       | Кількість осіб | Відсоток |
| ------------- | -------------- | -------- |
| православні   | 4954           | 97,8%    |
| бретрени      | 81             | 1,6%     |
| п'ятдесятники | 15             | 0,3%     |
| адвентисти    | 8              | 0,2%     |
| римо-католики | 5              | 0,1%     |
| реформати     | 1              | < 0,1%   |
| не релігійні  | 1              | < 0,1%   |